# Route départementale 36 (Yvelines)
Pour les articles homonymes, voir Route départementale 36.
La route départementale 36 ou D36, est un axe est-ouest important du département des Yvelines desservant essentiellement le sud fort urbanisé et couvert d'entreprises de l'agglomération de Saint-Quentin-en-Yvelines. Les flux de circulation se font donc surtout, le matin, dans le sens est-ouest sur sa partie est, et dans le sens ouest-est sur sa partie ouest. Le soir, les flux sont inversés.
- la partie est, de Châteaufort à Voisins-le-Bretonneux/Montigny-le-Bretonneux, permet avant tout, avec la départementale homonyme du département voisin de l'Essonne, la circulation de véhicules entre le nœud routier du Christ-de-Saclay, à l'est, où se rejoignent la route nationale 118, la route nationale 306 et la route nationale 446 et, à l'ouest, le sud de l'agglomération de Saint-Quentin-en-Yvelines.
- le tronçon ouest, de Voisins-le-Bretonneux/Montigny-le-Bretonneux à Trappes, revêt un intérêt d'importance locale car il permet la communication dans l'agglomération de Saint-Quentin-en-Yvelines, entre Voisins-le-Bretonneux et Montigny-le-Bretonneux à l'est vers l'ouest et les villes de Trappes et les communes d'alentour (Élancourt, Maurepas, Plaisir).

## Itinéraire
Dans le sens est-ouest, les communes traversées sont :
- Châteaufort, début de la D36 yvelinoise dans le prolongement de la D36 essonnienne, passage à proximité (2 km) de l'aéroport de Toussus-le-Noble et le long de la zone d'activités les Jeunes Bois partagée avec Magny-les-Hameaux,
- Magny-les-Hameaux, sous le nom de route de Trappes qui longe le golf de Saint-Quentin-en-Yvelines et traverse la zone d'activités du Mérantais
- Voisins-le-Bretonneux, sous les noms de route de Châteaufort puis de route de Trappes, croisement-fusion sur environ 1 500 mètres avec la route départementale 91 (Versailles - Cernay-la-Ville), début de la route départementale 127 (vers Guyancourt et la route nationale 12 au nord)
- Montigny-le-Bretonneux, sous le nom d' avenue de Kierspe avec début de l'importante avenue Nicolas About (anciennement avenue du Pas du Lac) qui dessert le centre économique de Saint-Quentin, vers le nord,
- Trappes :entrée sur le territoire communal sous le nom de rue de Port-Royal, avec début de la route départementale 35 qui contourne, vers le sud, la zone industrielle de Trappes-Élancourt, et début de la route départementale 38 qui dessert elle aussi le centre économique de Saint-Quentin vers le nord,
- franchissement, en passage supérieur et à proximité de la gare de Trappes, de la ligne SNCF du Transilien Paris-Montparnasse et de l'extrémité de la gare de triage,
- entrée dans le village proprement dit et franchissement, en passage supérieur par le pont Marcel Cachin, de la route nationale 10 à laquelle quelques rues collatérales permettent d'avoir accès,
- traversée du quartier dit de la plaine de Neauphle sous le nom de rue Maurice Thorez puis, sur la droite au carrefour proche de l'hôpital privé de Trappes, sous le nom d' avenue Eugène Delacroix pour finir au rond-point Éric Tabarly, à l'intersection avec la route départementale 912 (accès à la route nationale 10 vers l'est et à la route nationale 12 vers l'ouest), devant l'entrée de la base de loisirs de Saint-Quentin-en-Yvelines.